# Tortura (film)
Tortura (în engleză Misery) este un film horror psihologic din 1990, bazat pe romanul Misery (1987) al lui Stephen King. Regizat de Rob Reiner, filmul a primit aprecieri din partea criticilor pentru interpretarea de către Kathy Bates a psihopatei Annie Wilkes. Filmul a fost clasificat pe locul 12 în topul 100 Scariest Movie Moments realizat de Bravo.
Kathy Bates a câștigat Premiul Oscar pentru cea mai bună actriță pentru interpretarea rolului Annie Wilkes din Tortura.

## Rezumat
Celebrul romancier Paul Sheldon (James Caan) este autorul unei serii de romane de succes implicând un personaj numit Misery Chastain. Dar Paul vrea să renunțe la acea serie și tocmai a finalizat manuscrisul unui roman independent nou. El pleacă de la Silver Creek, Colorado spre vest, dar este prins de un viscol și mașina lui derapează și iese de pe drum. Este salvat de o asistentă medicală, Annie Wilkes (Kathy Bates), și adus la casa ei aflată în apropiere. Paul are ambele picioare rupte și un umăr dislocat, așa că este imobilizat la pat și nu se poate mișca. Annie susține că ea este "fanul nr. 1" al lui și cei doi vorbesc foarte mult despre el și romanele sale. Ea este fericită atunci când Paul îi permite să citească noul său roman, dar mai târziu ea admite că-i displac înjurăturile excesive. În timp ce-l hrănește, ea se înfurie și varsă supa pe el, dar apoi își recapătă controlul și își cere scuze. Annie cumpără un exemplar din cea mai recentă carte a lui Paul, Misery's Child, dar după ce află că el "a ucis-o" pe Misery, se înfurie și aproape îi zdrobește capul lui Paul cu platoul pe care-i adusese mâncarea. Ea îi spune că nimeni nu știe unde este el (ceea ce contrazice ce îi spusese ea mai devreme). Annie pleacă și Paul încearcă să fugă din cameră, dar ușa este blocată.
În dimineața următoare, Annie îl determină pe Paul să-și ardă ultimul său manuscris. Atunci când el este suficient de refăcut pentru a se da jos din pat, ea insistă ca el să scrie un nou roman intitulat Misery's Return în care să aducă personajul înapoi. Paul o face fără prea mare tragere de inimă, crezând că altfel Annie l-ar putea ucide. Cu toate acestea, găsind un mijloc de a ieși din cameră, el se furișează ori de câte ori Annie este departe și începe să strângă pastile contra durerilor. El încearcă să o omoare pe Annie în timpul unei cine la lumina lumânărilor, punându-i praful în vin, dar ea răstoarnă accidental paharul de vin. În timpul unei alte încercări de evadare, Paul găsește un album cu tăieturi din ziare cu privire la trecutul lui Annie și la dispariția lui. El descoperă că ea a fost suspectată și judecată pentru moartea mai multor sugari. Mai târziu, Annie îl droghează pe Paul și-l leagă cu curele de pat. Când scriitorul se trezește, Annie îi spune că știe că el a ieșit din cameră și îi rupe gleznele cu un baros într-un act de "cotonogire".
Între timp, șeriful local (Richard Farnsworth) investighează dispariția lui Paul și o vizitează pe Annie, după ce află că Annie folosise un citat dintr-o carte cu Misery în timpul procesului ei anterior. În timp ce se afla acolo, el constată că Paul fusese drogat și ascuns la subsol. Annie îl împușcă mortal; ea îi spune lui Paul că trebuie să moară împreună. El este de acord, dar îi spune că vrea să termine romanul și "să o aducă pe Misery înapoi pe lume". Atunci când cartea este terminată, el îi spune lui Annie că are obiceiul, atunci când încheie un roman, să fumeze o țigară și să bea un pahar de șampanie. Mai târziu, el o trimite după un al doilea pahar. Atunci când Annie se întoarce, el pune cartea pe foc. Ea încearcă să stingă focul, dar Paul o lovește în cap cu mașina de scris. Annie îl împușcă în umăr, iar el se aruncă asupra ei. În timpul luptei care urmează, Paul o împinge pe Annie, făcând-o să se lovească cu capul de mașina de scris. Annie se aruncă pe el, dar el o lovește în cap cu o statuie mică a unui porc din oțel, ucigând-o.
Optsprezece luni mai târziu, Paul (mergând acum cu un baston) se întâlnește cu editoarea sa, Marsha (Lauren Bacall), într-un restaurant și discută despre primul său roman non-Misery, intitulat The Higher Education of J. Philip Stone, care a avut parte de succes. Marsha îl întreabă dacă nu vrea să scrie o carte de non-ficțiune despre captivitatea lui, dar Paul este evaziv. În timp ce se aflau în restaurant, el vede o chelneriță pe care și-o imaginează ca fiind Annie. Chelnerița susține că ea este "fanul nr. 1" al lui, la care Pavel răspunde incomodat: "E foarte drăguț din partea ta".

## Distribuție
- James Caan - Paul Sheldon
- Kathy Bates - Annie Wilkes
- Richard Farnsworth - Buster
- Frances Sternhagen - Virginia
- Lauren Bacall - Marcia Sindell
- Graham Jarvis - Libby
- Jerry Potter - Pete (un pseudonim al lui Clayton Moore)
- Rob Reiner - pilotul de elicopter
- J. T. Walsh (necreditat) - polițistul Sherman Douglas

## Recepție
Tortura a primit aprecieri pozitive aproape universale; pe situl critic Rotten Tomatoes, filmul are un rating de 90%; opinia în consens este următoarea: "ridicat de interpretările remarcabile ale lui James Caan și Kathy Bates, acest întins și înfricoșător film este una dintre cele mai bune adaptări ale lui Stephen King până în prezent."
Lui Roger Ebert i-a plăcut filmul, el afirmând: "Este o poveste bună, naturală și ne captivează."
Revista de gen Bloody Disgusting a clasificat Tortura pe locul IV în lista sa "10 Claustrophobic Horror Films".
King însuși a declarat că Tortura este una dintre adaptările sale favorite din colecția sa "Stephen King Goes to the Movies".

## Premii
| Premiu                | Subject                                    | Nominee     | Rezultat       |
| --------------------- | ------------------------------------------ | ----------- | -------------- |
| Premiul Oscar         | Cea mai bună actriță                       | Kathy Bates | Câștigătoare   |
| Premiul CFCA          | Cea mai bună actriță                       | Kathy Bates | Câștigătoare   |
| Premiul Globul de Aur | Cea mai bună actriță într-un film dramatic | Kathy Bates | Câștigătoare   |
| Premiul Saturn        | Cea mai bună actriță                       | Kathy Bates | Nominalizat(ă) |
| Premiul Saturn        | Cel mai bun actor                          | James Caan  | Nominalizat(ă) |

Listele American Film Institute
- AFI's 100 Years...100 Thrills - Nominalizat[6]
- AFI's 100 Years...100 Heroes and Villains:
  - Annie Wilkes - #17 Villain
- AFI's 100 Years...100 Movie Quotes:
  - "I am your number one fan." - Nominalizat[7]

## Remake internațional
Un remake după acest film a fost realizat în India ca un film în limba tamilă denumit Julie Ganapathi.

## Muzică
Muzica de film a fost compusă de Marc Shaiman. 
Lista melodiilor
1. "Number One Fan"
2. "She Can't Be Dead"
3. "Open House"
4. "Go to Your Room"
5. "Buster's Last Stand"
6. "Misery's Return"